# 李炳勳
李炳勳（：／ Lee Byeong-hoon，1957年3月18日—），大韓民國自由派政治人物，第21屆國會議員。